# Desky (Malonty)
Desky (německy Brettern) je malá vesnice, část obce Malonty v okrese Český Krumlov. Nachází se asi 4 km na sever od Malont. Je zde evidováno 36 adres.
Desky leží v katastrálním území Ličov-Desky o rozloze 4,45 km² a Hodonice u Malont o rozloze 4,02 km².

## Historie
První písemná zmínka o vesnici pochází z roku 1369.

## Pamětihodnosti
- Socha svatého Jana Nepomuckého